# Ptilinopus victor
Ptilinopus victor là một loài chim trong họ Columbidae.